# Fisker Ocean
Der Ocean ist ein batterieelektrisch angetriebenes Crossover-SUV der Marke Fisker. Der Öffentlichkeit vorgestellt wurde das Serienmodell im November 2021 auf der LA Auto Show. Die Produktion wurde im November 2022 bei Magna in Österreich gestartet. Im Mai 2023 wurde das erste Exemplar in Europa ausgeliefert.

## Hintergrund
Der Ocean war das erste Serienmodell der neugegründeten Marke Fisker, welche zuvor Fisker Automotive (2007 von Henrik Fisker gegründet) gehörte, die den Fisker Karma produziert hatte. Eine Vorserienversion wurde auf der Consumer Electronics Show 2020 in Las Vegas vorgestellt. Das Design stammt vom Unternehmensgründer Henrik Fisker. Magna Steyr in Graz baute das Fahrzeug auf einer gemeinsam entwickelten Plattform (FM29). Es sollte vornehmlich als Full-Service-Leasingfahrzeug vertrieben werden. Fisker richtete sich damit insbesondere an Fuhrpark-Eigner.
Im Oktober 2020 bestellte das dänische Unternehmen Viggo 300 Ocean für Ende 2022. Im März 2021 gab Fisker eine Vereinbarung mit Crédit Agricole Consumer Finance (mit Crédit Agricole Group) über die potenzielle Lieferung von Fisker-Ocean-SUVs an die europäische Bankengruppe bekannt. Zwei Monate später wurde eine Vereinbarung mit Serwis über Abonnements für Elektroautos in Großbritannien bekannt. So sollten dem Unternehmen im Jahr 2023 bis zu 700 Fahrzeuge der Baureihe geliefert werden. Im Februar 2022 gab das Unternehmen bekannt, dass es über 30.000 Reservierungen für den Fisker Ocean erhalten habe, Ende 2022 sollen es dann nach anderen Quellen 63.000 Vorbestellungen gewesen sein.
Ende Januar 2024 wurde bekannt, dass Fisker von knapp über 10.000 in Graz vorproduzierten Fahrzeugen nur rund 4.700 verkaufen konnte, obwohl laut früheren Meldungen 7.062 Reservierungen für das Fahrzeug vorlagen. Die Produktionszahlen waren zuvor bereits von rund 42.000 auf 32.000, später auf 20.000 und endgültig auf die nicht erreichte Produktionszahl von 13.000 Fahrzeugen nach unten korrigiert worden. Ende März 2024 sollte die Produktion für zunächst sechs Wochen eingestellt werden, bis zur Insolvenz des Herstellers im Juni 2024 wurde sie jedoch nicht wieder aufgenommen.

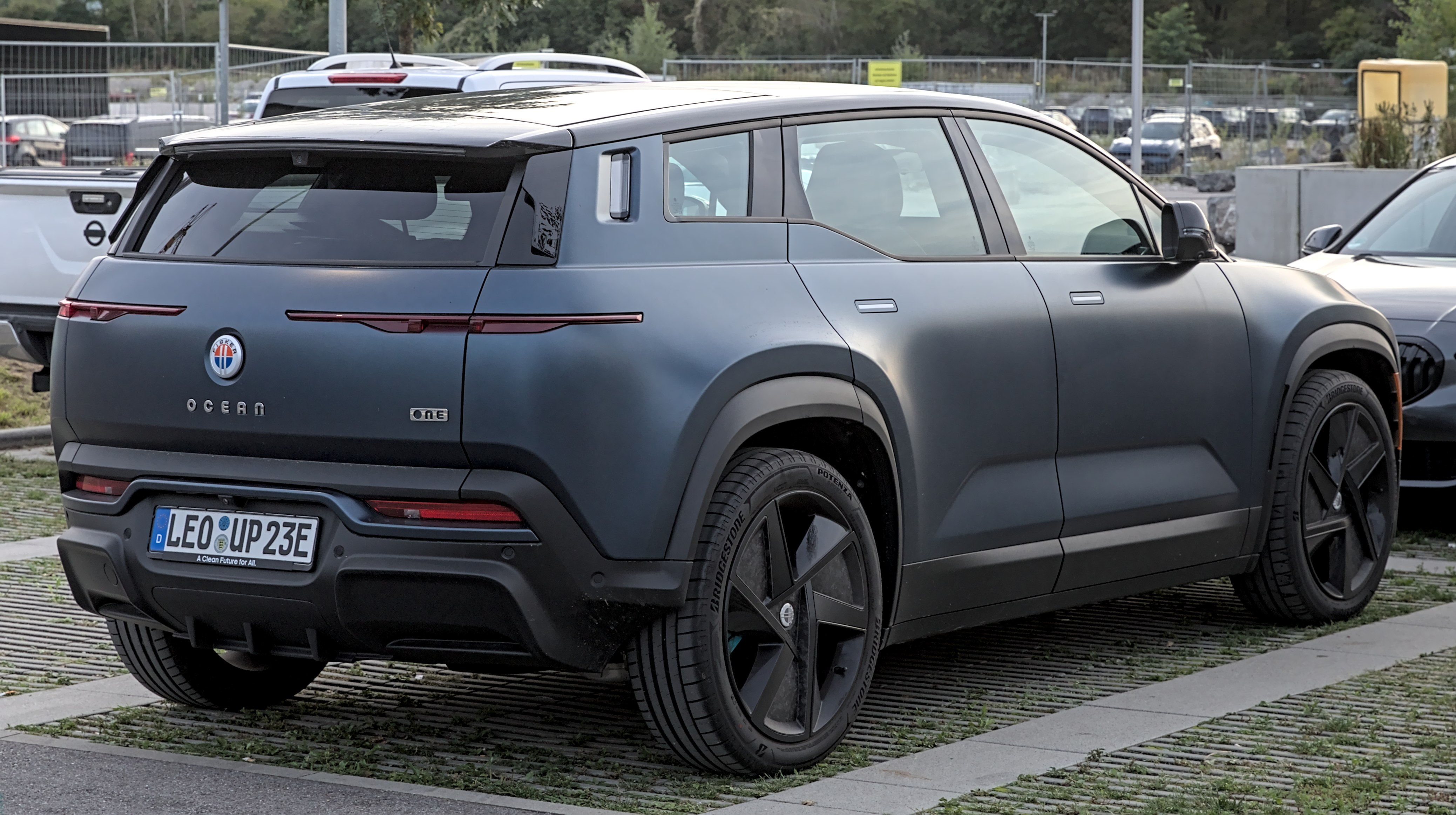
Heckansicht
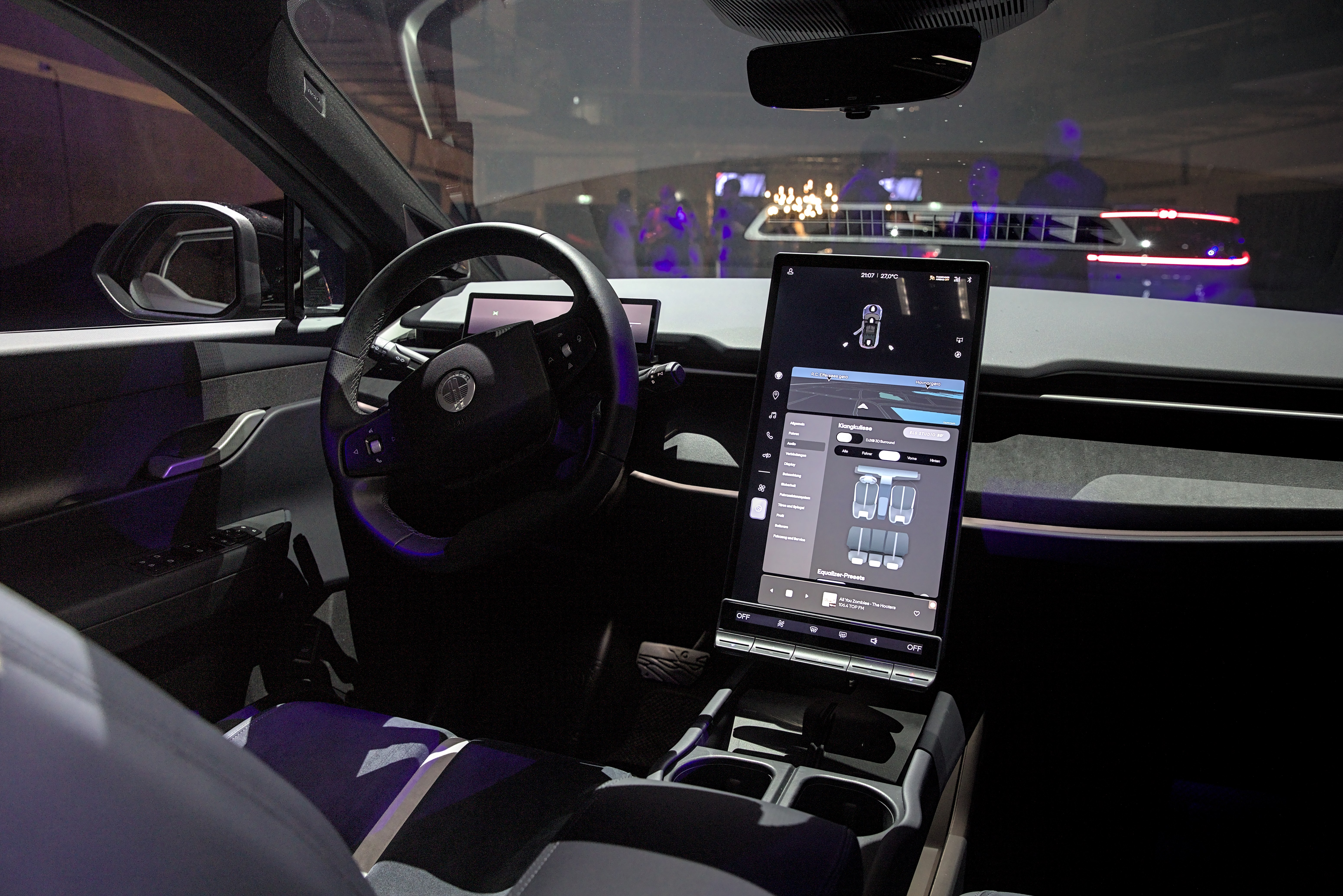
Innenansicht

## Technik
Chassis und Karosserie bestehen hauptsächlich aus Aluminium. Wie bereits der Karma hat der Ocean eine vegane Innenausstattung. Der zentrale Bildschirm ist optional drehbar gelagert und kann sowohl im Hoch- als auch im Querformat betrieben werden. Als Besonderheit lassen sich in den höheren Ausstattungsvarianten bis auf die Windschutzscheibe alle Scheiben öffnen (California Mode). Es waren vier Ausstattungslinien erhältlich: One, Extreme, Ultra und Sport.
Das Modell hat Frontantrieb mit einem oder Allradantrieb mit zwei Elektromotoren. Optional war das Fahrzeug mit einem Solardach zur Reichweitensteigerung erhältlich. Ab 2024 sollte eine Wechselmöglichkeit des Akkus gegen Aufpreis verkauft werden.

## Technische Daten
|                                  | Fisker Ocean Sport | Fisker Ocean Ultra AWD                               | Fisker Ocean Extreme / One AWD                       |
| -------------------------------- | ------------------ | ---------------------------------------------------- | ---------------------------------------------------- |
| Antriebsart                      | Frontantrieb       | Allradantrieb über Doppelmotor mit Hecktrennkupplung | Allradantrieb über Doppelmotor mit Hecktrennkupplung |
| Batteriekapazität-Bezeichnung    | Standard Range     | Hyper Range                                          | Hyper Range                                          |
| Batteriekapazität (brutto/netto) | 75 kWh LFP         | 113/106 kWh NMC                                      | 113/106 kWh NMC                                      |
| Reichweite nach WLTP             | 440 km             | 610 km                                               | 707 km                                               |
| Beschleunigung 0–100 km/h        | 6,9 s              | 3,9 s                                                | 3,7 s                                                |
| Max. Leistung                    | 202 kW (275 PS)    | 397 kW (540 PS)                                      | 415 kW (564 PS)                                      |
| Energieverbrauch auf 100 km      |                    |                                                      | 16 kWh                                               |
| Ladezeit (10–80 %)               |                    |                                                      | 30 Minuten                                           |
| max. Ladeleistung DC             |                    | 170 kW                                               | 170 kW                                               |
| Anhängelast gebremst 12 %        | 1090 kg            | 1815 kg                                              | 1815 kg                                              |

## Zulassungszahlen in Deutschland
Im ersten Verkaufsjahr 2023 wurden in Deutschland insgesamt 223 Fisker Ocean neu zugelassen, alle mit Allradantrieb. 2024 waren es 132, davon 2 mit Frontantrieb.
| 223 \| \| |
|           |

|  |

| 223 \| \| |
|           |

|  |

| 2 \| \| |
|         |

|  |

| 130 \| \| |
|           |

|  |

| 2 \| \| |
|         |

|  |

| 130 \| \| |
|           |

|  |

| 223 \| \| |
|           |

|  |

| 223 \| \| |
|           |

|  |

| 2 \| \| |
|         |

|  |

| 130 \| \| |
|           |

|  |

| 2 \| \| |
|         |

|  |

| 130 \| \| |
|           |

|  |

| 223 \| \| |
|           |

|  |

| 223 \| \| |
|           |

|  |

| 2 \| \| |
|         |

|  |

| 130 \| \| |
|           |

|  |

| 2 \| \| |
|         |

|  |

| 130 \| \| |
|           |

|  |

| 223 \| \| |
|           |

|  |

| 223 \| \| |
|           |

|  |

| 2 \| \| |
|         |

|  |

| 130 \| \| |
|           |

|  |

| 2 \| \| |
|         |

|  |

| 130 \| \| |
|           |

|  |

|  | Frontantrieb (2) |

|  | Frontantrieb (2) |

|  | Allradantrieb (353) |

|  | Allradantrieb (353) |